# Vilama
Vilama is een plaats in de Estlandse gemeente Kose, provincie Harjumaa. De plaats heeft de status van dorp (Estisch: küla).

## Bevolking
Het dorp had 16 inwoners op 31 december 2011 en 13 inwoners op 31 december 2021.